# Mlékojedy (Neratovice)
Mlékojedy jsou vesnice, část města Neratovice v okrese Mělník ve Středočeském kraji. Leží na pravém břehu Labe asi jeden až 1,5 kilometru východně od Neratovic. Obě části města spojuje železniční most se stezkou pro pěší a cyklisty. Je zde evidováno 302 adres. Trvale zde žije 511 obyvatel.
Mlékojedy leží v katastrálním území Mlékojedy u Neratovic o rozloze 2,69 km².

## Historie
První písemná zmínka o vesnici pochází z roku 1235.

## Obyvatelstvo
| Rok            | 1869 | 1880 | 1890 | 1900 | 1910 | 1921 | 1930 | 1950 | 1961 | 1970 | 1980 | 1991 | 2001 | 2011 | 2021 |
| -------------- | ---- | ---- | ---- | ---- | ---- | ---- | ---- | ---- | ---- | ---- | ---- | ---- | ---- | ---- | ---- |
| Počet obyvatel | 221  | 271  | 243  | 285  | 306  | 302  | 399  | 859  | 899  | 823  | 634  | 519  | 511  | 557  | 620  |
| Počet domů     | 39   | 43   | 44   | 44   | 55   | 62   | 88   | 240  | 208  | 207  | 191  | 227  | 218  | 229  | 242  |

## Obecní správa
Při sčítání lidu v letech 1850–1960 byly Mlékojedy samostatnou obcí, nejprve v okrese Karlín, v letech 1910–1950 v okrese Brandýs nad Labem a od roku 1960 v okrese Mělník. Od 1. července 1960 jsou částí města Neratovice v okrese Mělník.

## Galerie

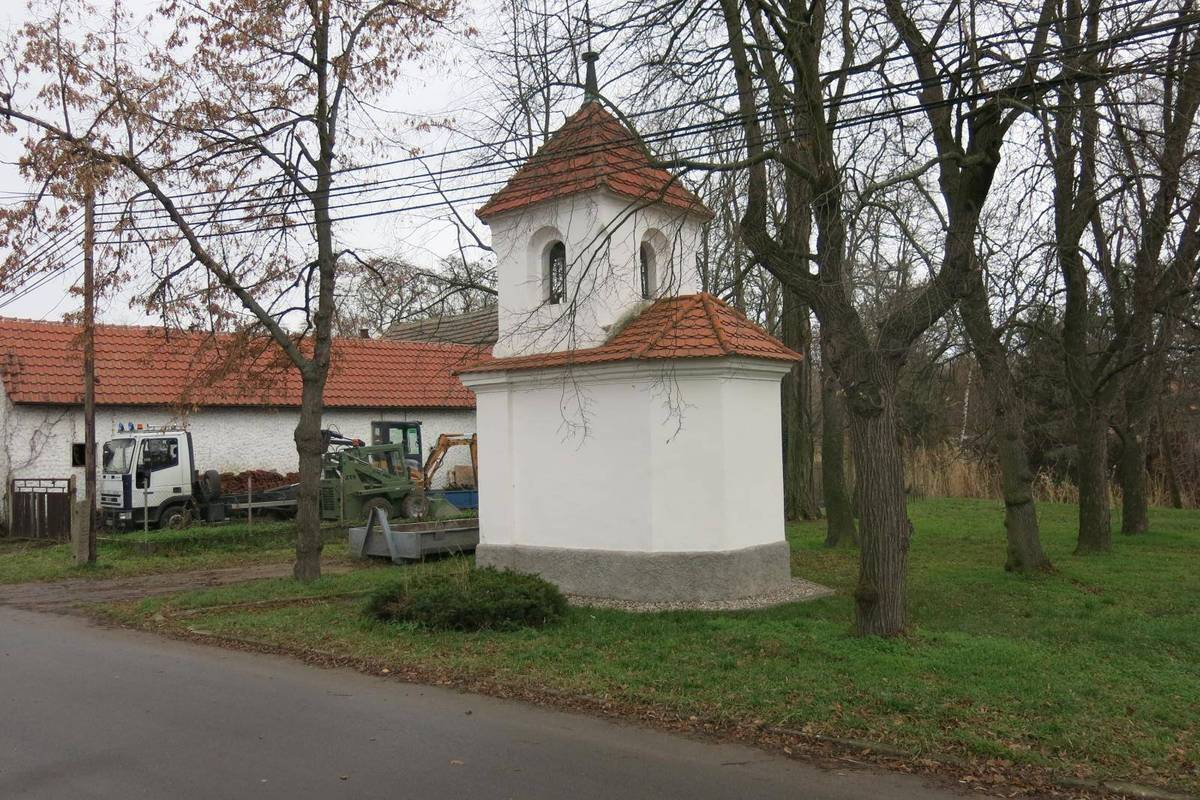
Kaple
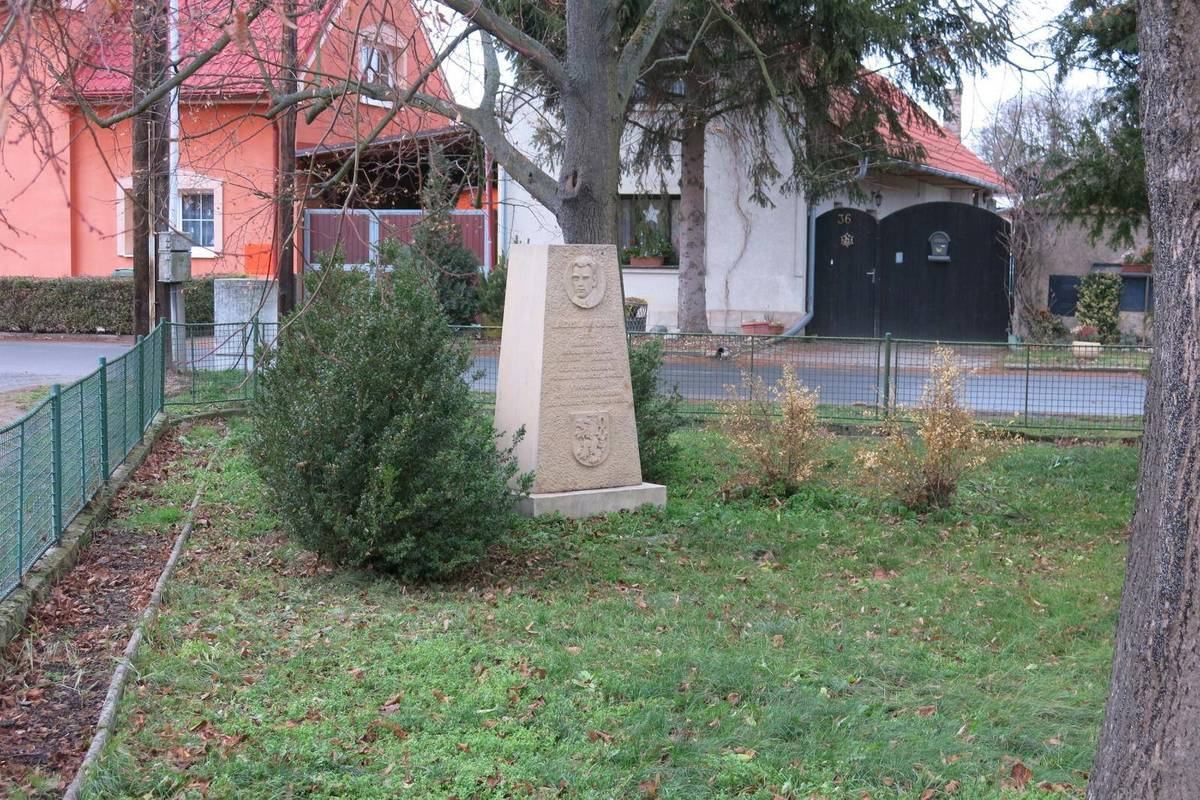
Pomník pilota RAF Ladislava Uhra
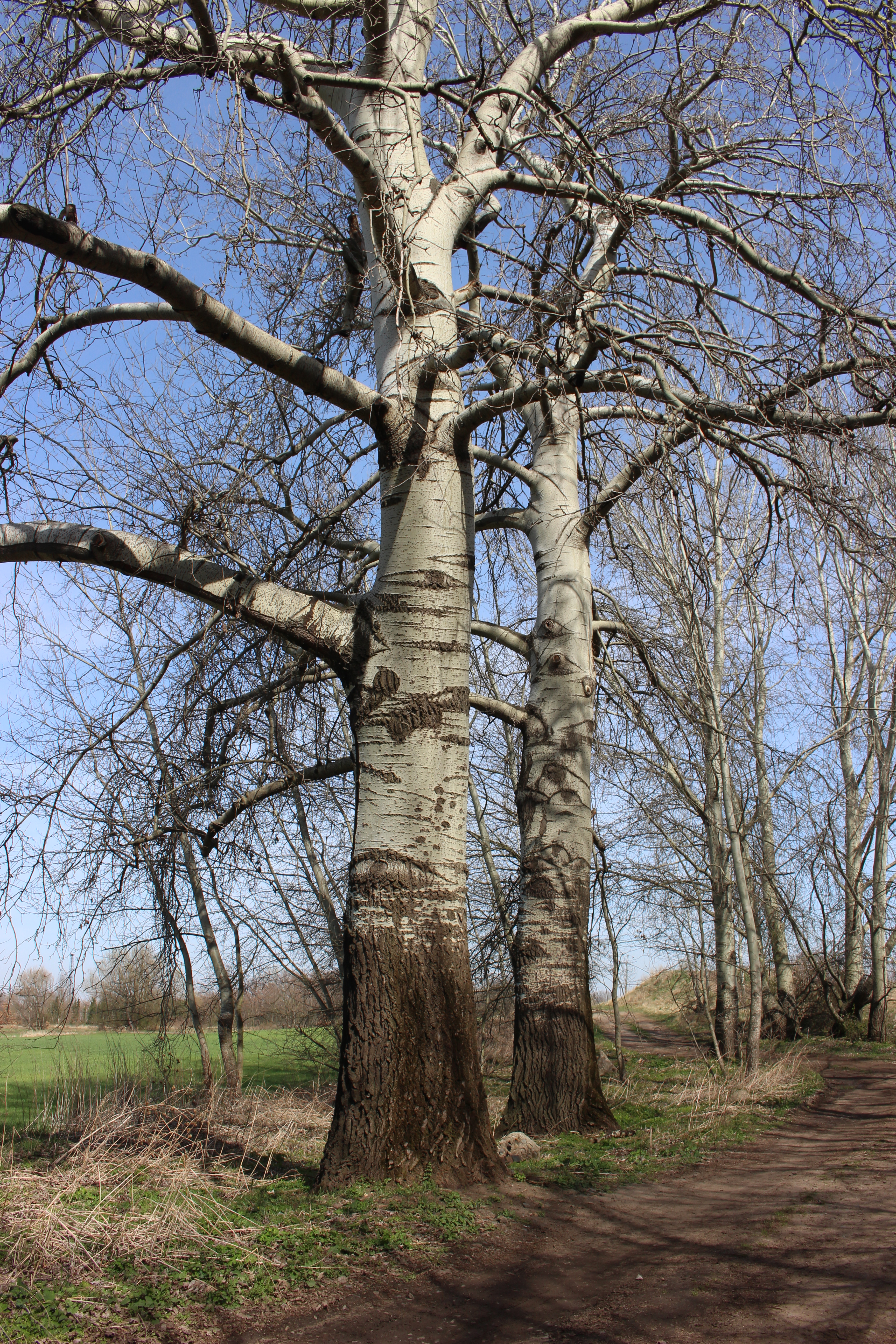
Dva památné topoly bílé
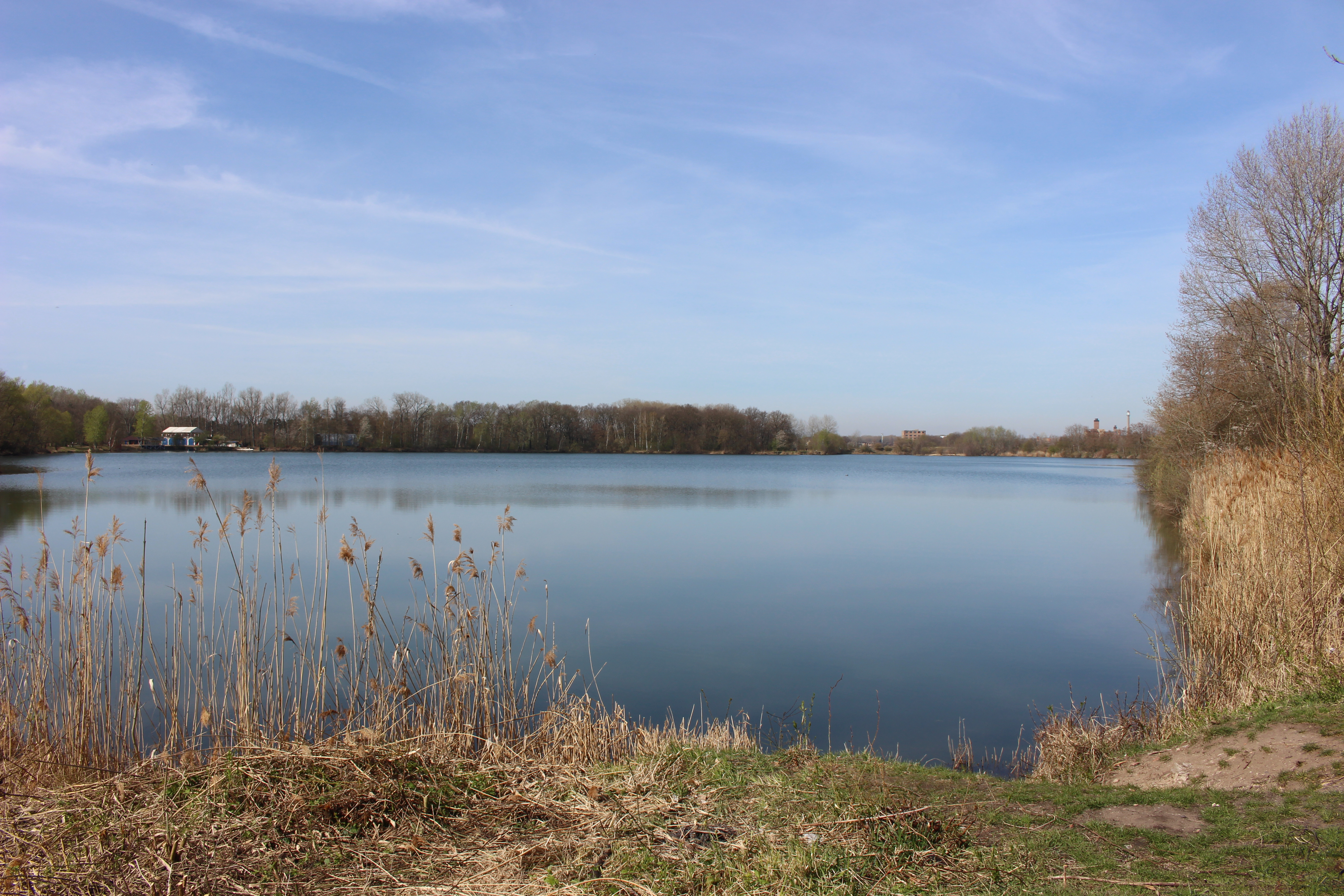
Zatopená pískovna